# 田中杜旺
田中 杜旺（たなか もりあき）は、熊本朝日放送 (KAB) のアナウンサー。熊本県芦北町生まれ。明治大学卒業後、2014年KAB入社（2016年に東京支社業務部より異動）

## 人物
趣味は温泉巡りとサウナで、週に2回ほど通っている。高校まで野球部で、特技はプロ野球選手の出身高校・大学をあてること。

## 現在の担当番組
- KABニュース
- くまもとLive touch（月～木曜日）メインMC
- スポーツ実況（夏の高校野球 熊本県大会）